# Ursinus (ellenpápa)
Ursinus (? – 384 után) ellenpápaként vonult be az egyháztörténelembe. 366 és 367 között maradt hivatalában. Ellentmondásos és homályos pontifikátusa messze a jövőbe mutató tendenciákat tartalmazott a pápaság történetében.
Életéről, származásáról szinte semmit sem tudunk. Ez betudható annak is, hogy sem a világi sem az egyházi hatalom nem támogatta őt. Még egészen fiatalon Rómába került. Keresztény családból származott és az akkoriban száműzött Libériusz pápa mellé állt. Hamarosan a pápa egyik első diakónusává vált. Így amikor 366-ban meghalt Libériusz, joggal várhatta, hogy megválasztják. Akkoriban még csak a római egyházmegye választhatott pápát, de mindenki, aki az egyházmegyében élt. Így történt ez akkor is. A nép és az alsó papság Ursinust támogatta, de a császári hatalom és a felső osztályok II. Félix egyik követőjét, I. Damáz pápát támogatták. A zsinaton a két fél nem tudott egyezségre jutni, így mind a két egyházi méltóságot megválasztották a keresztény nyáj legfőbb pásztorává. A választás után mégis feszült légkör ülte meg a várost. 366 októberében már összecsaptak Ursinus és I. Damáz hívei, és hamarosan egész Róma felfordult. A város prefektusainak komoly feladatot jelentett megfékezni a forrongó népet. Végül I. Damáz győzött, és egyedül ő vette fel a pápai tisztséget. 
A harcok elülni látszottak, amikor I. Damáz követői megtámadták Ursinus embereit, akik között szörnyű vérfürdőt rendeztek. A 137 emberi életet kioltó éjszaka után Róma prefektusai Galliába száműzték Ursinust, a biztonság érdekében.
Gall tartózkodása alatt Ursinus nem adta fel pápai ambícióit. 367 szeptemberében a császár engedélyével ismét visszatérhetett a fővárosba. Újult erővel vetette bele magát az egyházi vitákba, ám I. Damáz hatalma akkorra már annyira megerősödött, hogy hamarosan ismét el kellett hagynia a várost. 378-ban I. Damáz egy zsinaton kitagadta őt az egyházból, és megerősítette magát a pápai hatalomban. A krónikák szerint Ursinus haláláig áskálódott I. Damáz ellen, de sikertelenül. 381 körül halt meg.